# Jens Salvesen
Jens Johan Salvesen (Dybvåg, Aust-Agder, 8 de setembre de 1883 - Oslo, 21 de setembre de 1976) va ser un regatista noruec que va competir a començaments del segle xx.
El 1920 va prendre part en els Jocs Olímpics d'Anvers, on va guanyar la medalla de plata en els 8 metres (1919 rating) del programa de vela, a bord del Lyn-2. Vuit anys més tard, als Jocs d'Amsterdam, fou quart en la prova de 8 metres a bord del Noreg.